# يوريس جيهان
يوريس جيهان (بالفرنسية: Joris Jehan)‏ هو لاعب كرة قدم فرنسي في مركز الدفاع، ولد في 15 سبتمبر 1989 في فينيسيو في فرنسا. شارك مع منتخب فرنسا تحت 18 سنة لكرة القدم. أما مع النوادي، فقد لعب مع أولمبيك ليون ونادي أيك لارنكا ونادي رويال شارلروا ونادي سيدان.

## وصلات خارجية
- يوريس جيهان على موقع قاعدة بيانات كرة القدم.إي يو (الإنجليزية)